# Saint-Hélier (Côte-d’Or)
Saint-Hélier település Franciaországban, Côte-d’Or megyében. Lakosainak száma 36 fő (2022. január 1.). Saint-Hélier Turcey, Bussy-la-Pesle, Verrey-sous-Drée, Blaisy-Bas, Champrenault és Chevannay községekkel határos.

## Népesség
A település népessége az elmúlt években az alábbi módon változott:
| Lakosok száma | 33   | 26   | 27   | 37   | 42   | 39   | 35   | 36   | 36   | 36   |
|               | 1968 | 1982 | 1990 | 2006 | 2013 | 2015 | 2017 | 2019 | 2020 | 2022 |